# Mathias Aberle
Pour les articles homonymes, voir Aberle.
Mathias Aberle, né le  20 février 1784 à Donaueschingen et mort le 5 mars 1847 à Salzbourg, est un médecin autrichien. 

## Biographie
Mathias Aberle, né le 20 février 1784 à Donaueschingen, est le fils d'un professeur. À partir de 1796, il est formé par un médecin spécialiste des plaies et s'installe à l'université d'Innsbruck en 1801. Il obtient un doctorat en médecine en 1806 et trois ans plus tard un doctorat en chirurgie. Cette année-là, en 1809, il soigne des soldats blessés dans l'hôpital militaire de Hall au Tyrol, ce qui le rend célèbre. Deux ans plus tard, il est appelé à Salzbourg pour devenir professeur d'anatomie à l'école royale de médecine de campagne. À cette époque, la ville fait encore partie de la Bavière, mais lorsque l'Autriche peut la reconquérir en 1815, Aberle se voit proposer un poste de professeur à l'université de Landshut, qu'il refuse « en raison de sa préférence pour l'Autriche ».
Aberle fonde le musée anatomo-physiologique ainsi que le musée anatomo-pathologique et, en tant que médecin généraliste, il s'intéresse particulièrement aux maladies infantiles. En 1827, il tombe malade d'une maladie oculaire. Lorsque son œil gauche souffre de cataracte en 1836, il ne peut poursuivre ses travaux scientifiques, qu'il a publiés dans des revues.
Le 5 mars 1847, Aberle meurt après une courte maladie à Salzbourg ; deux jours plus tard, il est inhumé au Sebastiansfriedhof. 